# Gerrit Pieter van Tienhoven

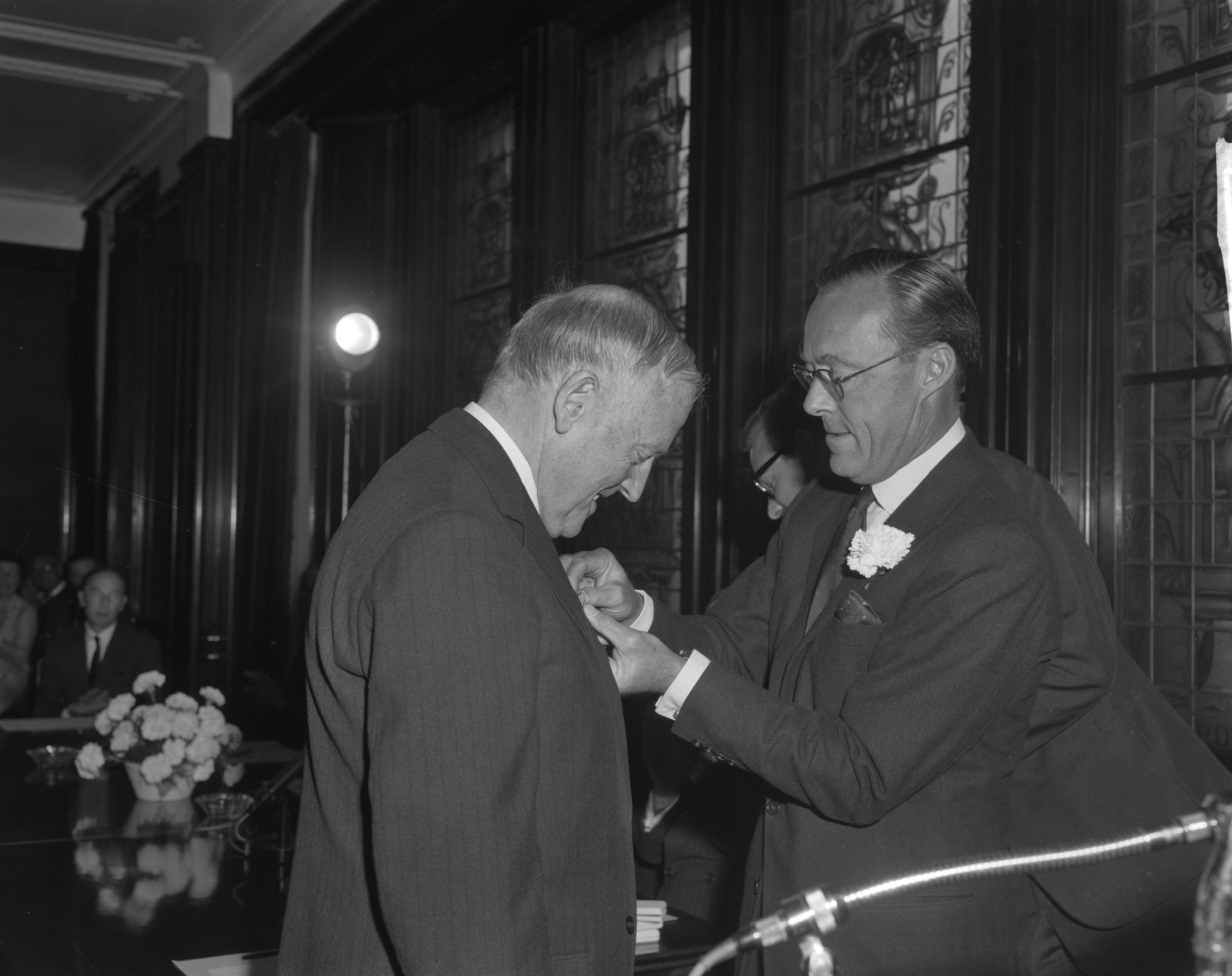
G.P. van Tienhoven wordt Zilveren Anjer opgespeld (juni 1962)

Gerrit Pieter van Tienhoven (Amsterdam, 28 januari 1891 - Bilthoven, 27 juli 1969) was een Nederlands bankier.
Hij was zoon van jonkvrouw Pieternella Cecilia Junius van Hemert en bankdirecteur Cornelis Hendricus van Tienhoven. Van Tienhoven trouwde na een eerste huwelijk dat eindigde in echtscheiding, in 1941 met Frederika Dorothea Francisca Bijleveld (1901-2000), dochter van Charles Bijleveld en Wilhelmina Regina del Campo; uit beide huwelijken werden geen kinderen geboren.
Van Tienhoven had vanaf 1910 rechten gestudeerd aan de Universiteit Utrecht, waar hij in het bestuur van een plaatselijk studentencorps zat. Vanaf 1919 was hij werkzaam bij de Natobank (Nationale Bankvereniging) in Leiden en vanaf 1920 in Utrecht. Hij groeide door tot secretaris (1921) en onderdirecteur (1922). Hij maakte de overname naar de Rotterdamsche Bank mee, waar hij in 1927 directeur werd van het filiaal van Utrecht. Later werd hij districtsdirecteur van dezelfde bank voor de provincie Utrecht. Hij ging daar in 1954 met pensioen.  Vanuit die functies was hij twee jaar ook voorzitter van de Utrechtse Vereniging voor de Geld- en Effectenhandel.
Van Tienhoven was circa dertig jaar verbonden aan het bestuur van het Utrechts Stedelijk Orkest/Collegium Musicum Ultrajectum om ten slotte te eindigen bij het Utrechts Symfonie Orkest. Hij was er eerst penningmeester, later voorzitter. In 1962 nam hij afscheid van dat symfonieorkest. Hij zat tevens in de besturen van de Volksuniversiteit Utrecht en zaal Tivoli.
In 1951 was hij daarvoor al benoemd tot officier in de Orde van Oranje-Nassau. In 1962 kreeg hij een Zilveren Anjer vanwege zijn “toegewijde belangstelling en diep inzicht in de musicologie”.
Hij overleed op 78-jarige leeftijd. Van Tienhoven werd begraven op Den en Rust. 